# HT-1080
HT-1080 oder HT1080 ist eine menschliche Fibrosarkom-Zelllinie, von Zellen eines bösartigen Bindegewebstumors, die in der biomedizinischen Forschung verwendet wird. Sie wurde 1974 aus einer Biopsie eines 35-jährigen Patienten isoliert. Der Patient wurde zuvor nicht radio- oder chemotherapeutisch behandelt, so dass HT-1080 keine unerwünschten unnatürlichen Mutationen aufweist.